# 9474 Cassadrury
9474 Cassadrury eller 1998 QK15 är en asteroid i huvudbältet som upptäcktes den 17 augusti 1998 av LINEAR i Socorro County, New Mexico. Den är uppkallad efter Cassa Frances Drury.
Asteroiden har en diameter på ungefär 4 kilometer och den tillhör asteroidgruppen Levin.